# Église Sant'Onofrio alla Vicaria

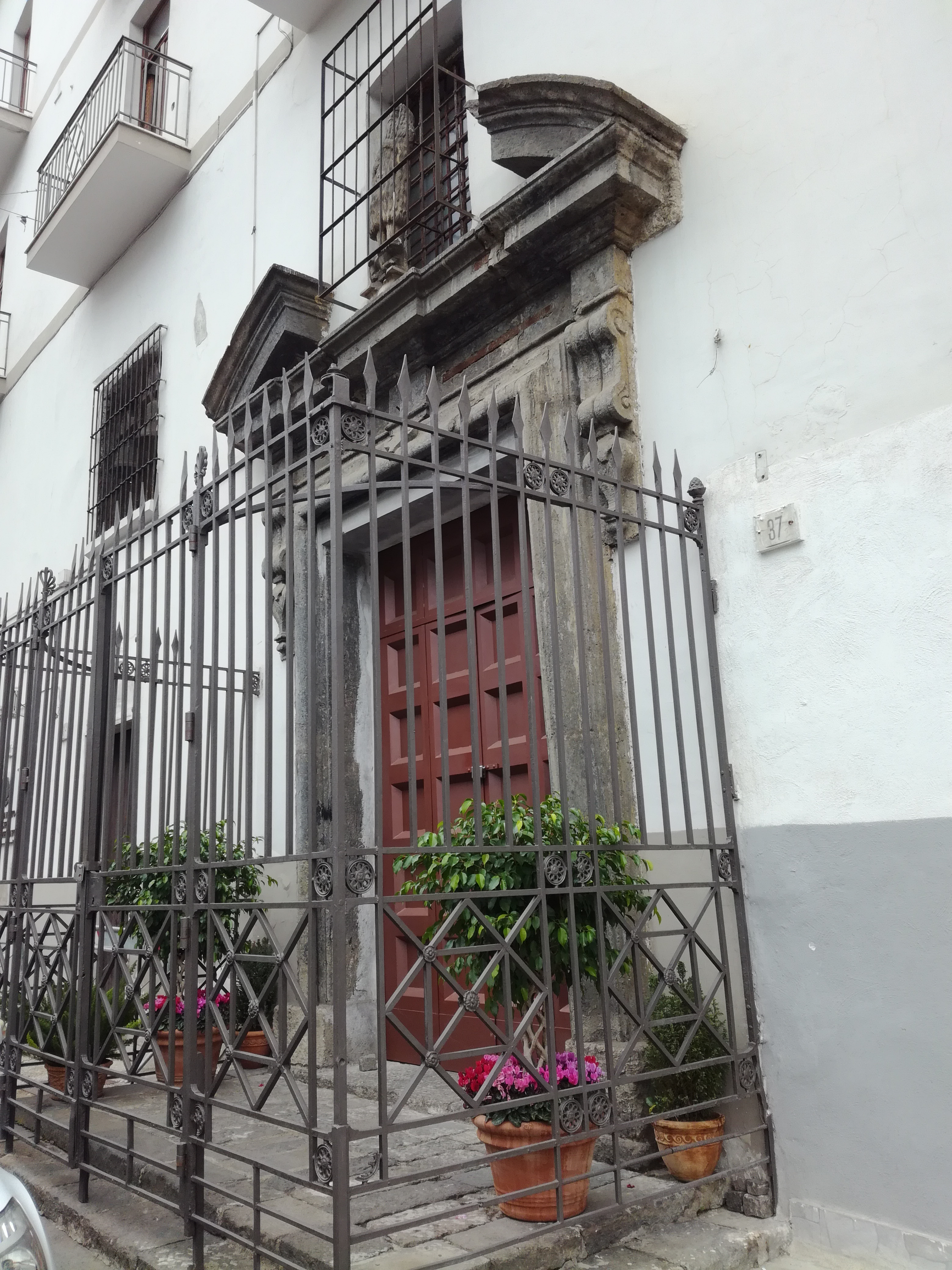
Portail de l'église.

L'église Sant'Onofrio alla Vicaria, ou Sant'Onofrio a Capuana, est une église du centre historique de Naples située piazza Enrico De Nicola, près de la porta Capuana. Elle est consacrée à saint Onuphre.

## Histoire et description
L'origine de l'église et de son petit couvent n'est pas claire, mais l'on sait qu'au XVIe siècle ils accueillaient des femmes maltraitées et battues. Le XVIIe siècle voit la fondation d'un conservatorio (maison d'accueil et d'éducation) pour les petits garçons mendiants. Il acquiert une certaine importance car il est dirigé plus tard par Alessandro Scarlatti et par Francesco Durante.
L'église est aujourd'hui inaccessible au public à cause de l'incurie et de son état dégradé. Les œuvres d'art ont été transférées ailleurs. Sa façade révèle un certain intérêt artistique avec son portail Renaissance bien proportionné et décoré de piperno. La statue du XVIe siècle de saint Onuphre dans une niche au-dessus du portail est aujourd'hui fort abîmée.
Il existe une autre église du centre de Naples consacrée à saint Onuphre : l'église Sant'Onofrio dei Vecchi.

## Source de la traduction
- (it) Cet article est partiellement ou en totalité issu de l’article de Wikipédia en italien intitulé « Chiesa di Sant'Onofrio alla Vicaria » (voir la liste des auteurs).